# Albert Costa
Albert Costa Casals (Lérida, Španjolska, 25. lipnja 1975.) je španjolski tenisač i bivši osvajač Roland Garrosa. Na ATP Touru se natjecao od 1993. do 2006. godine.

## Karijera

### Juniorska karijera
Costa je tenis počeo trenirati u dobi od pet godina te je 1993. godine igrao finale juniorskog Roland Garrosa a osvojio je Rolex Orange Bowl.

### Profesionalna karijera
Albert Costa je u profesionalne vode ušao 1993. da bi godinu potom bio proglašen najboljim teniskim debitantom prema ATP-u. Ubrzo se pokazao kao jak tenisač na zemljanoj podlozi dok ga je bivši tenisač i TV komentator Andrés Gimeno nazvao "čovjekom s dva forehanda". Razlog toga bila je njegova lakoća da istom točnošću i snagom ima forehand i backhand.
Krajem ožujka i početkom travnja Costa je igrao finala u Casablanci i Estorilu ali je gubio od Schallera i Mustera. U svojem trećem finalu igranom u Kitzbühelu uslijedio je revanš protiv austrijskog kralja zemlje Thomasa Mustera. Ondje je pobijedio u meču koji je trajao pet setova te osvojio svoj prvi turnir.
Drugi turnir osvojen je na Swiss Openu protiv Félixa Mantille dok je protiv istog protivnika osvojio i treći turnir u San Marinu. Nakon poraza u Monte Carlu i Rimu iz Masters serije 1000, Costa iz trećeg pokušaja osvaja turnir iz te serije, ovaj puta u Hamburg. Protivnik mu je bio Àlex Corretja koji je predao meč u trećem setu.
Svoj najveći uspjeh u teniskoj karijeri, Albert Costa je ostvario 9. lipnja 2002. kada je u finalu Roland Garrosa pobijedio sunarodnjaka Ferrera te osvojio svoj prvi i jedini Grand Slam. Također, s Rafaelom Nadalom je početkom 2005. osvojio Dohu u igri parova protiv rumunjsko-ruske varijante Pavel-Južnji.

### Reprezentativna karijera
Kao španjolski reprezentativac, Costa je igrao na Olimpijadama 1996. i 2000. Na Olimpijadi u Atlanti je bio šesti nositelj u igri singla, međutim, ondje je ispao već u prvom kolu protiv talijanskog predstavnika Andree Gaudenzija. Ništa bolji uspjeh u singlu nije imao ni u Sydneyju, međutim u paru s Àlexom Corretjom osvojio je olimpijsku broncu pobijedivši u borbi za treće mjesto južnoafričku kombinaciju Adams-de Jager.
Također, Costa je nastupao i za španjolsku Davis Cup reprezentaciju. Uz Corretju, Ferrra i Balcellsa, bio je član momčadi koja je 2000. godine na domaćem terenu u Barceloni osvojila Davis Cup protiv Australije.

### Trenerska karijera
Nakon što je Španjolska 2008. godine na gostovanju kod Argentine osvojila Davis Cup, tadašnji izbornik Emilio Sanchez podnio je ostavku a njega je naslijedio Albert Costa. Ozbiljni protukandidat bio mu je Àlex Corretja dok iz španjolskog teniskog saveza tvrde da je presudio jedan glas. Prije tog posla bio je savjetnik Feliciana Lópeza.
Pod njegovim vodstvom Španjolska je uspjela sljedeće godine obraniti naslov prvaka te osvojiti još jedan 2011.

## Privatni život
Costi je tijekom odrastanja John McEnroe bio idol. Tenisač je katalonskog podrijetla te uživa u kartanju, stolnom tenisu, golfu i nogometu. Budući da je rodom iz Léride, navijač je tamošnjeg istoimenog kluba kao i FC Barcelone. Najdraži film mu je Ben Hur.
U braku je s Cristinom Venturom dok mu je kum bio bivši suigrač Àlex Corretja kojeg je tjedan dana ranije pobijedio u polufinalu Roland Garrosa. Sa suprugom Cristinom ima dvije blizanke Claudiju i Almu. 

## ATP finala

### Pojedinačno (12:9)
| Ishod   | Datum              | Turnir                           | Podloga | Protivnik           | Rezultat                     |
| ------- | ------------------ | -------------------------------- | ------- | ------------------- | ---------------------------- |
| Poraz   | 26. ožujka 1995.   | Casablanca, Maroko               | zemlja  | Gilbert Schaller    | 4–6, 2–6                     |
| Poraz   | 9. travnja 1995.   | Estoril, Portugal                | zemlja  | Thomas Muster       | 4–6, 2–6                     |
| Pobjeda | 6. kolovoza 1995.  | Kitzbühel, Austrija              | zemlja  | Thomas Muster       | 4–6, 6–4, 7–6(7–3), 2–6, 6–4 |
| Poraz   | 18. veljače 1996.  | Dubai, UAE                       | beton   | Goran Ivanišević    | 4–6, 3–6                     |
| Poraz   | 28. travnja 1996.  | Monte Carlo Masters, Monte Carlo | zemlja  | Thomas Muster       | 3–6, 7–5, 6–4, 3–6, 2–6      |
| Pobjeda | 14. srpnja 1996.   | Gstaad, Švicarska                | zemlja  | Félix Mantilla      | 4–6, 7–6(7–2), 6–1, 6–0      |
| Pobjeda | 11. kolovoza 1996. | San Marino, San Marino           | zemlja  | Félix Mantilla      | 7–6(9–7), 6–3                |
| Pobjeda | 15. rujna 1996.    | Brighton, Engleska, UK           | zemlja  | Marc-Kevin Goellner | 6–7(4–7), 6–2, 6–2           |
| Pobjeda | 20. travnja 1997.  | Barcelona, Španjolska            | zemlja  | Albert Portas       | 7–5, 6–4, 6–4                |
| Pobjeda | 14. rujna 1997.    | Marbella, Španjolska             | zemlja  | Alberto Berasategui | 6–3, 6–2                     |
| Pobjeda | 10. svibnja 1998.  | Hamburg, Njemačka                | zemlja  | Àlex Corretja       | 6–2, 6–0, 1–0, odus.         |
| Poraz   | 17. svibnja 1998.  | Masters u Rimu, Italija          | zemlja  | Marcelo Ríos        | Odus.                        |
| Pobjeda | 2. kolovoza 1998.  | Kitzbühel, Austrija              | zemlja  | Andrea Gaudenzi     | 6–2, 1–6, 6–2, 3–6, 6–1      |
| Poraz   | 20. rujna 1998.    | Brighton, Engleska, UK           | zemlja  | Félix Mantilla      | 3–6, 5–7                     |
| Pobjeda | 11. travnja 1999.  | Estoril, Portugal                | zemlja  | Todd Martin         | 7–6(7–4), 2–6, 6–3           |
| Pobjeda | 11. srpnja 1999.   | Gstaad, Švicarska                | zemlja  | Nicolás Lapentti    | 7–6(7–4), 6–3, 6–4           |
| Pobjeda | 1. kolovoza 1999.  | Kitzbühel, Austrija              | zemlja  | Fernando Vicente    | 7–5, 6–2, 6–7(5–7), 7–6(7–4) |
| Poraz   | 29. srpnja 2001.   | Kitzbühel, Austrija              | zemlja  | Nicolás Lapentti    | 6–1, 4–6, 5–7, 5–7           |
| Poraz   | 28. travnja 2002.  | Barcelona, Španjolska            | zemlja  | Gastón Gaudio       | 4–6, 0–6, 2–6                |
| Pobjeda | 14. srpnja 2002.   | Roland Garros, Pariz, Francuska  | zemlja  | Juan Carlos Ferrero | 6–1, 6–0, 4–6, 6–3           |
| Poraz   | 21. srpnja 2002.   | Amersfoort, Nizozemska           | zemlja  | Juan Ignacio Chela  | 1–6, 6–7(4–7)                |

### Parovi (1:0)
| Ishod   | Datum             | Turnir      | Podloga | Partner      | Protivnici                 | Rezultat      |
| ------- | ----------------- | ----------- | ------- | ------------ | -------------------------- | ------------- |
| Pobjeda | 9. siječnja 2005. | Doha, Katar | beton   | Rafael Nadal | Andrei Pavel Mihail Južnji | 6–3, 4–6, 6–3 |

## Vanjske poveznice
- Profil tenisača na ATP World Tour.com